# RK Borac Banja Luka
Rukometni klub Borac Banja Luka (Servisch Cyrillisch: Рукометни клуб Бopaц Бања Лука) is een handbalclub uit Banja Luka uit de Bosnische provincie Servische Republiek. Het maakt deel uit van de FK Borac Banja Luka .
De Joegoslavisch handbalkampioenschap werd opgericht in 1957. De handbalclub Borac werd een lid van en sindsdien mee aan de competitie tot het uiteenvallen van Socialistische Federale Republiek Joegoslavië in 1992. Borac was zeven keer de kampioen van SFR Joegoslavië tussen 1959 en 1981.
Daarnaast was RK Borac Banja Luka tussen 1993 en 2013 twaalf keer de bekerwinnaar van de Servische Republiek. De bekercompetitie vond in 1995 niet plaats vanwege oorlog in Joegoslavië.

## Erelijst

### Joegoslavië
- Landskampioen van Joegeslavië:
  - Winnaars (7): 1959, 1960, 1973, 1974, 1975, 1976, 1981
- Bekerwinnaar:
  - Winnaars (10): 1957, 1958, 1961, 1969, 1972, 1973, 1974, 1975, 1979, 1992

### Bosnië en Herzegovina
- Landskampioen van Bosnië en Herzegovina:
  - Winnaars (5): 2013, 2014, 2015, 2017, 2020
- Bekerwinnaar:
  - Winnaars (7): 2007, 2011, 2013, 2014, 2015, 2018, 2019

### Republika Srpska(Regionaal kampioenschap)
- Eerste Liga van Republika Srpska:
  - Winnaars (8): 1994, 1995, 1996, 1997, 1998, 1999, 2000, 2001
- Kopje Republika Srpska:
  - Winnaars (13): 1993, 1994, 1996, 1997, 1998, 1999, 2000, 2001, 2009, 2010, 2012, 2013, 2018

### Europees
- European Champions Cup:
  - Winnaars (1): 1975/76
- EHF Cup :
  - Winnaars (1): 1990/91